# Кроуфорд (окръг, Илинойс)
Вижте пояснителната страница за други значения на Кроуфорд.
Кроуфорд (на английски: Crawford County) е окръг в щата Илинойс, Съединени американски щати. Площта му е 1155 km², а населението - 20 452 души (2000). Административен център е град Робинсън.